# 招待競走 (競馬)
招待競走（しょうたいきょうそう）とは、あるひとつの競馬場・施行団体が、別の競馬場・施行団体に所属する競走馬を招いて開催する競馬の競走のことである。

## 概要
基本的に競走馬は自身の所属する競馬場もしくは施行団体の主催する競走にしか出走はできない。出走費用や滞在費用を自費で賄うことで出走可能な交流競走も多く存在するが、主催者が所属外の競走馬を招待し、出走費用や滞在費用を負担する競走を「招待競走」と呼ぶ。
騎手の招待競走については騎手招待競走を参照。

## 日本の招待競走
2014年現在、中央競馬では地方競馬の招待競走は存在せず、日本国外からの招待競走には競走名のあとに（国際招待）と記述される。かつて招待競走には招待を丸で囲った記号（通称：マル招）を記していた。また指定競走（○の中に指定、インターネット上では（指定））、国際競走（○の中に国際、同（国際））は招待競走ではない。ただし招待競走で（指定）や（国際）の記号が付く競走はある。

### 現在行われている招待競走
（2014年現在）
- ジャパンカップ

### 廃止または単年のみ実施の競走
- 富士ステークス
- オールカマー
- 帝王賞
- ブリーダーズゴールドカップ
- 地方競馬招待競走 - 中央競馬初の招待競走。
- 中央競馬招待競走
- 中山グランドジャンプ - 2000年から2010年まで国際招待競走であったが、2011年より国際競走に変更された。
- サンタアニタトロフィー - 大井競馬場で施行。地方競馬初の国際招待競走。2011年のみ。
- ジャパンカップダート - 2000年から2013年まで国際招待競走であったが、2014年よりチャンピオンズカップに名称変更されるとともに国際競走に変更された。

## 国際化の進展
日本の中央競馬は、従来は国内完結型の施行体制であったが、1981年に創設されたジャパンカップを契機として国際競走との接点を本格化させた。ジャパンカップは日本馬を世界的水準の競走相手と対戦させることで能力向上を促すと同時に、海外から招待した競走馬を迎えることで日本競馬の国際的な認知を高める目的で設計されたものである。
初期のジャパンカップでは外国招待馬の優勝が相次ぎ、日本馬の優勝は1984年のカツラギエースおよび1985年のシンボリルドルフに限られた。外国馬の優勢は公式の優勝馬一覧からも確認でき、日本の生産・調教・育成体制に対して危機感を与え、「世界に追いつけ」という意識の高まりをもたらしたとされる。
この経験は日本馬の育成、種牡馬選択、調教方法の見直しにつながり、以後数十年をかけて日本競馬は国際的な競争力を高めていった。特に、ジャパンカップでの外国馬との対戦を通じた「比較」が、国内の能力強化の具体的な動機となったことが後の成功の基礎を築いたとされる。

## 日本国外のおもな招待競走
- ドバイワールドカップミーティング諸競走（アラブ首長国連邦）
- 香港国際競走諸競走（香港）
- チャンピオンズデー諸競走（香港）
- サウジカップデー諸競走（サウジアラビア）
- コリアカップ・コリアスプリント（大韓民国）
- アミールスウォード・フェスティバル諸競走（カタール）
- シンガポール航空インターナショナルカップ（シンガポール、現在は廃止）
- ワシントンDCインターナショナル（アメリカ合衆国、現在は廃止）